# Georges Lamia
Georges Lamia (El Kala, 14 de marzo de 1933 - Niza, 10 de marzo de 2014) fue un futbolista francés que jugaba en la demarcación de portero.

## Biografía
Hizo su debut como futbolista en 1954 a los 21 años de edad con el JBAC Bône, donde jugó por dos años. Ya en 1956 fue traspasado al OGC Niza, llegando a ganar la Ligue 1 en la temporada 1958/1959. Tras haber jugado 250 partidos con el club, el Le Havre AC se hizo con sus servicios por una temporada. Finalmente en 1964 fue fichado por el Stade Rennais FC. Una temporada después ganó la Copa de Francia de Fútbol. Jugó 71 partidos en el club antes de retirarse en 1966.
Falleció el 10 de marzo de 2014 en Niza a los 80 años de edad.

## Selección nacional
Debutó con la selección de fútbol de Francia en 1959. Un año después, contra Yugoslavia hizo su debut en la Eurocopa 1960 celebrada en Francia en el partido de la semifinal. Entró en el campo para jugar los últimos 15 minutos, momento en el que Francia ganaba el partido por 4-2. Sin embargo, desde la entrada de Lamia en el terreno de juego, Yugoslavia le metió tres goles, derrotando y eliminando a Francia de jugar la final en su país por 4-5.

## Clubes
| Club             | País    | Año         | Partidos |
| ---------------- | ------- | ----------- | -------- |
| JBAC Bône        | Argelia | 1954 - 1956 | ¿?       |
| OGC Niza         | Francia | 1956 - 1963 | 250      |
| Le Havre AC      | Francia | 1963 - 1964 | 36       |
| Stade Rennais FC | Francia | 1964 - 1966 | 71       |

## Palmarés

### Campeonatos nacionales
| Título                    | Club             | País    | Año  |
| ------------------------- | ---------------- | ------- | ---- |
| Ligue 1                   | OGC Niza         | Francia | 1959 |
| Copa de Francia de Fútbol | Stade Rennais FC | Francia | 1965 |